# Giocatrici di astragali
Giocatrici di astragali è un dipinto su marmo rinvenuto a Ercolano e custodito nel Museo archeologico nazionale di Napoli.

## Storia e descrizione
Realizzata tra il 20 a.C. e il 37, l'opera venne ritrovata a Ercolano nel maggio del 1746, forse nella casa di Nettuno e Anfitrite, dove sono stati rinvenuti altri due dipinti simili, per poi essere staccato dalla sua collocazione originaria subito dopo il suo ritrovamento.
Si tratta di un dipinto su marmo, quindi un pinax, probabilmente copia di uno del V secolo a.C. di produzione greca realizzato da Zeusi: in un primo tempo fu definito come monocromatico, anche se da indagini successive sono state ritrovate tracce di colore come il nero per i capelli, il rosso per i sandali e giallo e rosa per le vesti, sbiaditi quindi dall'usura del tempo. L'opera raffigura una scena della strage delle Niobidi, i cui personaggi sono tutti identificabili poiché viene riportato nelle loro immediate vicinanze il nome in greco, come in voga nell'età augustea. Alla base sono, accovacciate, le due figlie di Niobe, Aglaia e Ilaria mentre giocano a dei dadi a quattro facce realizzati dagli astragali di montone o pecora mentre alle loro spalle, al centro è Niobe, alla destra Febe, che cerca di sospingere la madre, per una riappacificazione, verso Latona, sulla sinistra, la quale però si ritrae irritata. Nell'angolo in alto a sinistra è la firma dell'autore ossia un copista che si faceva chiamare Alessandro di Atene.